# Linyphia rubriceps
Linyphia rubriceps là một loài nhện trong họ Linyphiidae.
Loài này thuộc chi Linyphia. Linyphia rubriceps được Eugen von Keyserling miêu tả năm 1891.